# Good Days Bad Days
Good Days Bad Days is een single van de Britse rockband Kaiser Chiefs. Het is de tweede single van hun derde album Off with Their Heads. De single kwam uit op 15 december 2008.
Het nummer gaat over een verloren play-off wedstrijd van Leeds United in de Football League One in het Wembley Stadium.

## Nummers
Alle muziek en teksten zijn geschreven door Kaiser Chiefs. 
| Nr. | Titel                          | Duur |
| --- | ------------------------------ | ---- |
| 1.  | Good Days Bad Days             |      |
| 2.  | Addicted to Drugs - Appendix 1 |      |

| Nr. | Titel              | Duur |
| --- | ------------------ | ---- |
| 1.  | Good Days Bad Days |      |
| 2.  | Acting Up          |      |

| Nr. | Titel                                                          | Duur |
| --- | -------------------------------------------------------------- | ---- |
| 1.  | Good Days Bad Days                                             |      |
| 2.  | Addicted to Drugs - Appendix 1                                 |      |
| 3.  | Acting Up                                                      |      |
| 4.  | Good Days Bad Days (Calvin Harris Remix) - (Alleen via iTunes) |      |